# Hamnskärskubban
Hamnskärskubban är en ö i Finland. Den ligger i Norra kvarken och i kommunen Nykarleby i den ekonomiska regionen  Jakobstadsregionen i landskapet Österbotten, i den västra delen av landet. Ön ligger omkring 45 kilometer nordöst om Vasa och omkring 390 kilometer norr om Helsingfors.
Öns area är 6,6 hektar och dess största längd är 390 meter i sydväst-nordöstlig riktning.